# Distretto di Tha Tum
Il distretto di Tha Tum (in thailandese: ท่าตูม) è un distretto (amphoe) della Thailandia, situato nella provincia di Surin.